# Бобрицька сільська рада (Лугинський район)
Бобрицька сільська рада — колишня адміністративно-територіальна одиниця та орган місцевого самоврядування у Лугинському районі Коростенської й Волинської округ, Київської та Житомирської областей УРСР з адміністративним центром у селі Бобричі.

## Населені пункти
Сільській раді на момент ліквідації були підпорядковані населені пункти:
- с. Бобричі
- с. Волошине
- с. Красносілка

## Населення
Кількість населення ради, станом на 1923 рік, становила 1 636 осіб, кількість дворів — 338.
Кількість населення сільської ради, станом на 1924 рік, складала 1739 осіб, з перевагою населення німецької та польської національности.

## Історія та адміністративний устрій
Утворена 1923 року в складі с. Бобричі, кол. Бобричі (згодом — с. Красносілка) та хуторів Великий Ліс і Колодне Лугинської волості Коростенського повіту Волинської губернії. 7 березня 1923 року рада увійшла до складу новоствореного Лугинського району Коростенської округи. 25 січня 1926 року кол. Бобричі увійшла до складу новоствореної Бобрицької німецької сільської ради Лугинського району.
Станом на 1 жовтня 1941 року хутори Великий Ліс та Колодне не значаться на обліку населених пунктів.
Відповідно до інформації довідника «Українська РСР. Адміністративно-територіальний поділ», станом на 1 вересня 1946 року сільрада входила до складу Лугинського району, на обліку в раді перебувало с. Бобричі.
11 серпня 1954 року, відповідно до указу Президії Верховної ради УРСР «Про укрупнення сільських рад по Житомирській області», до складу сільської ради були включені села Красносілка та Осни ліквідованої Красносільської сільської ради Лугинського району. 2 вересня 1954 року, відповідно до рішення Житомирського ОВК «Про перечислення населених пунктів в межах районів Житомирської області», до складу сільради було включене с. Волошине Червоноволоцької сільської ради, с. Осни було передане до складу Липниківської сільської ради Лугинського району.
Ліквідована 5 березня 1959 року, відповідно до рішення Житомирського ОВК «Про ліквідацію та зміну адміністративно-територіального поділу окремих сільських рад області», територію та населені пункти передано до складу Червоноволоцької сільської ради Лугинського району Житомирської області.